# Teodor Todorow
Teodor Todorow (bulgarisch Теодор Тодоров, englische Transkription: Teodor Todorov; * 1. September 1989 in Montana) ist ein bulgarischer Volleyballspieler.

## Karriere
Todorow spielte von 2008 bis 2011 beim ZSKA Sofia, mit dem er zweimal Bulgarischer Meister und dreimal Bulgarischer Pokalsieger wurde. Seit 2011 spielt er in der russischen Liga bei ZSK Gazprom-Ugra Surgut. Mit der bulgarischen Nationalmannschaft belegte der Mittelblocker 2009 bei den Europameisterschaften in der Türkei den dritten Platz und 2012 bei den Olympischen Spielen in London den vierten Platz.